# Susanne Dahlke-Piel
Susanne Dahlke-Piel (* 26. Dezember 1959 in Dortmund) ist eine deutsche Juristin. Sie ist seit Juli 2021 Präsidentin des Sächsischen Oberverwaltungsgerichts.

## Leben und Wirken
Dahlke-Piel trat nach Abschluss ihrer juristischen Ausbildung im November 1986 in den Justizdienst des Landes Nordrhein-Westfalen ein und war zunächst dem Verwaltungsgericht Düsseldorf zugewiesen. Nach einer Abordnung an das Ministerium der Justiz des Landes Nordrhein-Westfalen erfolgte im November 1989 die Ernennung zur Richterin am Verwaltungsgericht Gelsenkirchen. Im Jahr 1993 wechselte Dahlke-Piel in den Justizdienst des Freistaates Sachsen. Dort war sie als Richterin am Sächsischen Oberverwaltungsgericht tätig. Im Jahr 2001 wurde sie zur Vorsitzenden Richterin am Verwaltungsgericht Dresden ernannt. Von 2003 bis 2005 war Dahlke-Piel im Sächsischen Staatsministerium der Justiz tätig. Anschließend wurde sie 2006 zur Vorsitzenden Richterin am Sächsischen Oberverwaltungsgericht ernannt. Von 2008 bis 2015 leitete Dahlke-Piel als Präsidentin das Verwaltungsgericht Dresden. Ab Februar 2015 war sie als Leiterin der Abteilung II – Öffentliches Recht, Ausbildung, Fortbildung und Landesjustizprüfungsamt – beim Sächsischen Staatsministerium der Justiz tätig. Seit dem 15. Juli 2021 ist Dahlke-Piel Präsidentin des Sächsischen Oberverwaltungsgerichts.